# رود کوسوا
رود کوسوا (انگلیسی: Kosva) یک رودخانه در سرزمین پرم کشور روسیه است.